# Lohardaga
Lohardaga là một thành phố và khu đô thị của quận Lohardaga thuộc bang Jharkhand, Ấn Độ.

## Địa lý
Lohardaga có vị trí 23°26′B 84°41′Đ / 23,43°B 84,68°Đ Nó có độ cao trung bình là 647 mét (2122 feet).

## Nhân khẩu
Theo điều tra dân số năm 2001 của Ấn Độ, Lohardaga có dân số 46.204 người. Phái nam chiếm 52% tổng số dân và phái nữ chiếm 48%. Lohardaga có tỷ lệ 71% biết đọc biết viết, cao hơn tỷ lệ trung bình toàn quốc là 59,5%: tỷ lệ cho phái nam là 76%, và tỷ lệ cho phái nữ là 66%. Tại Lohardaga, 15% dân số nhỏ hơn 6 tuổi.